# 聴覚補充現象

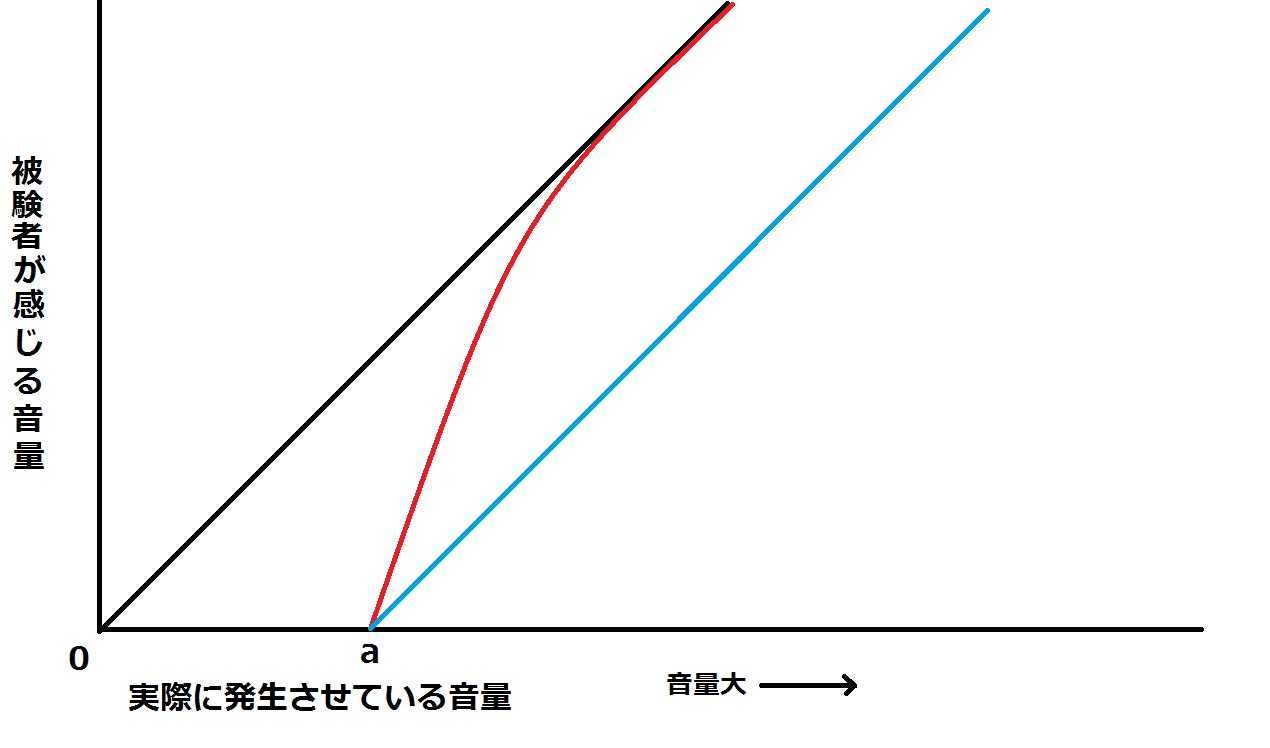
聴覚補充現象の説明図。健常耳（黒線）では実際の音の大きさと感じる音の大きさは比例するが、補充現象陽性耳（赤線）では閾値（a）より小さい音は聞えないが、閾値を超えると急速に聞える音量の大きさが上昇する。補充現象陰性の難聴（青線）では変化の度合いは変わらない。

聴覚補充現象（ちょうかくほじゅうげんしょう、英名：Recruitment（ hearing））は、感音性難聴に伴う聴覚過敏症の症状である。耳鼻科領域において単に補充現象あるいは聴覚のリクルートメント現象ともいう。

## 概要
内耳障害（特に内耳有毛細胞障害）では、難聴であるにもかかわらず、ある一定の音量を超えた音が健常耳に比べ、より強く響き・また耳に刺激を感ずることがある。そのような内耳障害に伴う聴覚過敏症の症状を聴覚補充現象と言う。
特に、子供が叫ぶ音、テレビの音、高音の機械音、高音の金属音、スクーターの排気音、車の走行音などが響いて聞こえ、苦痛である。
感音性難聴を伴わない聴覚過敏症とは必ずしも同一ではないが、表面的な事象としては大部分で重なる。

## 症状
健常耳で聞こえる可聴レベルの音声が聞こえないにもかかわらず、可聴音量を一定以上超えた大きさの音声が健常耳に比べて激しく響き、耳に刺激を感じ苦痛である。
一定の大きさを超えた音は健常耳より大きく響いて聞こえ苦痛であるが、音声の聞き取りの精度・明瞭度は低下しているので会話には支障が生じる。
補充現象の強さはどの音に対しても一定ではなく、子供が叫ぶ音、高音の機械音、高音の金属音、スクーターの排気音などの高音および破裂音、圧迫感のある音に対してより顕著である。

## 検査
聴力検査の特殊な検査方法であるABLB検査、SISIテスト、自記オージオメトリーがある。

### ABLB検査
ABLB検査は左右の聴力が異なるときに、左右の耳から聞こえる音が同じ大きさに聞こえるレベルを調べる。
比較的小さい音では健常耳が優勢であるが（同じ大きさに聞こえるためには、障害耳側により大きな音を聞かせなければならない）。しかし障害耳が聴覚補充現象陽性である場合は相対的に大きな音になるほど、健常耳と障害耳の同じレベルに聞こえる音量の差が小さくなる。さらに大きくするとその差が同じになり、もしくは逆転する事もある。
この場合、両耳が障害されているときには検査不能である。

### SISIテスト
SISIテストは閾値上20dB（聞こえる最低限の大きさの音より20dB大きい音である）の連続音を聴かせ、5秒につき200m秒（1/5秒）間だけ音量を1dB増した音に切り替えることを20回から100回程度繰り返す。このとき音量の変化に気がついた割合が60%以上ならば、聴覚補充現象陽性とする。健常耳では1dBの音の大きさの変化には気が付きにくいが、補充現象が出ている場合には、わずかな音量の変化にも気が付きやすくなる為である。特に補充現象が顕著であるメニエール病ではSISIスコアが90%以上を示すことが多い。

## 原因
内耳の細胞障害で起こると推定されている。

## 補充現象を起こす病気
内耳性の感音性難聴に伴う。
老人性難聴、メニエール病、突発性難聴、内耳炎、薬物中毒、騒音性難聴、原因不明の進行性難聴などがある。
伝音性難聴には見られない。また、感音性難聴でも聴神経腫瘍などの後迷路性の感音性難聴では見られない。

## 治療
治療法は分かっていない。原因疾患が治癒し聴力が回復すれば補充現象は消滅することもあるが、原因疾患には難治であるものが多い。

## 対処
補充現象を伴う耳では聞き取りの精度・音声の明瞭度は低下しているので会話には支障が生じる。補充現象陽性では、より大きな音声を出せば聞き取りやすくなるものではなく、聞こえる最低限の大きさの音より20dB程度大きな音声がもっとも聞き取りやすくなる。